# Union des sociétés françaises de sports athlétiques
La Union des sociétés françaises de sports athlétiques (es. Unión de sociedades francesas de deportes atléticos) fue una federación multideportiva francesa fundada el 20 de noviembre de 1887 en París con Georges de Saint-Clair como presidente. Creada inicialmente con el nombre de Union des sociétés françaises de courses à pied, fue originalmente una federación dedicada al atletismo pero, a partir de 1889, se abrió a otros deportes como rugby, hockey sobre hierba, esgrima o natación, representados dentro de la federación a través de comités especializados. El fútbol no fue reconocido hasta 1894.
Fundada por el Racing Club de France y el Stade Français, fue en principio una federación esencialmente parisina que no se extendió realmente a las provincias hasta 1899. En 1900 le correspondió organizar la mayor parte de los eventos de los Juegos Olímpicos de París, lo que le supuso enfrentarse a Pierre de Coubertin, promotor de los mismos. A partir de 1906 otros conflictos, cuyo tema principal era el fútbol, socavaron su autoridad y, a pesar de los esfuerzos de Frantz Reichel por restaurar la unidad del mundo deportivo en torno a un Comité nacional de deportes, la USFSA no sobrevivió al final de la Gran Guerra. Sus diversas comisiones dieron lugar a las federaciones de un solo deporte tal y como las conocemos la actualidad.

## Historia

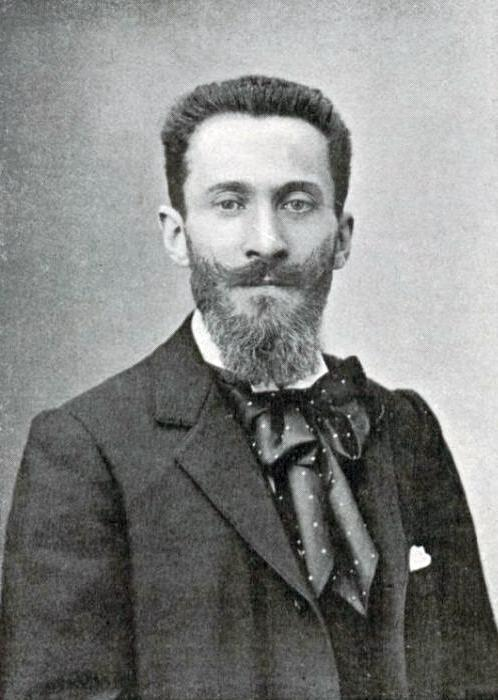
Monsieur Escudier, abogado del Tribunal de apelación, se convirtió en presidente de la USFSA en 1899 tras el vizconde León de Janzé.

El 20 de noviembre de 1887, los dirigentes de dos clubs parisinos, el Racing Club de France y el Stade français, decidieron crear una federación de atletismo: la Union des sociétés françaises de courses à pied (USFCP), que organizó sus primeros campeonatos nacionales el 29 de abril de 1888. Un mes más tarde, el 1 de enero de 1888, Pierre de Coubertin creó un Comité para la difusión de los ejercicios físicos en la educación bajo la alta presidencia de Jules Simon dedicado principalmente a la organización de juegos en la Escuela Monge, hasta que sus alumnos se unieron a los del Liceo Condorcet en el seno del Racing Club de Francia. El USFCP aceptó pronto otros deportes en su organización y el 31 de enero de 1889 adoptó el nombre de Union des sociétés françaises de sports athlétiques (USFSA), Al conocer su existencia y el trabajo ya realizado por su presidente Georges de Saint-Clair, Pierre de Coubertin renunció a su Comité y se incorporó a la USFSA, de la que fue nombrado secretario. Michel Gondinet, abogado de profesión y uno de los miembros fundadores del Racing Club de France (que también dirigió de 1891 a 1902), presidió la USFSA de 1891 a 1894. El vizconde Léon de Janzé, también presidente del club de tenis de Île de Puteaux, le sucedió a finales de los años 1890.

### Desarrollo

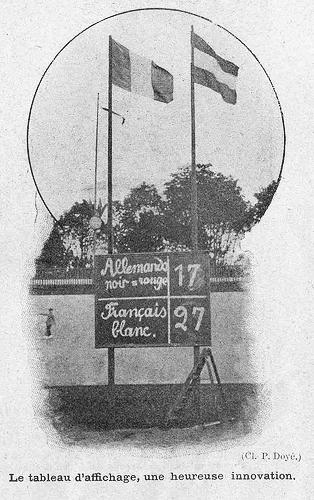
Marcador de la final de rugby a 15, deporte rey de la USFSA, en los JJ. OO. de 1900.

A partir de 1888 las escuelas públicas y privadas de París compitieron en eventos de rallye-paper y de campo a través por la posesión de la bandera de la Unión, galardón que a menudo fue a parar al Lycée Janson de Sailly. La asociación en poco tiempo únicamente admitío clubes con al menos 25 socios y un año de existencia; en 1890 eran siete y en 1892 subieron a cincuenta. Coubertin, que se dedicó especialmente al desarrollo del deporte escolar, fundó la Revue athlétique en 1890 y posteriormente Les sports athlétiques antes de fusionar los dos títulos. Gracias a su proselitismo, el número de asociaciones aumentó a 350 en 1903, llegando a 1700 en 1913, alcanzando las 270 000 licencias. Las asociaciones escolares superaron rápidamente en número a los clubs, lo que no estuvo exento de polémica, pues algunos miembros del comité temían que esta evolución fuera en detrimento de la captación de nuevos socios por parte de los clubs. La organización de los Juegos Olímpicos de París 1900 acentuó las diferencias y Pierre de Coubertin se vio obligado a dimitir en 1898 y a ceder sus funciones a Frantz Reichel, campeón de gran versatilidad y dirigente dinámico que posteriormente dio nombre al campeonato de Francia de rugby júnior (Copa Frantz-Reichel) y fundador y presidente de la Federación francesa de béisbol y sóftbol (FFBS) y la Federación francesa de hockey sobre hierba (FFH). Originalmente una organización exclusivamente parisina, la USFSA empezó a organizar campeonatos provinciales en 1899 y los amplió a la natación y al hockey sobre hierba.
Durante el V Congreso de la USFSA celebrado en 1892, Pierre de Coubertin pronunció el primer discurso sobre el restablecimiento de los Juegos Olímpicos previstos para 1896 en Atenas. En 1900, la USFSA organizó los Jeux athlétiques que constituyeron los Juegos de la II Olimpiada, inicialmente planeados como los Concours internationaux d'exercices physiques et de sports de la Exposición Universal de 1900 de París; el 27 de mayo de 1899 su Comité organizador se encargó de 15 de las 19 actividades seleccionadas por el Comité Olímpico Internacional (COI) para conformar el programa olímpico.
Aunque muy sensible ante los problemas del amateurismo, a diferencia de otras federaciones francesas de la época, la USFSA también formó parte de la creación de la Federación Internacional de Fútbol Asociación (FIFA) el 21 de mayo de 1904 en los locales de la sede de la USFSA, a iniciativa de Robert Guérin, secretario del comité de fútbol de la USFSA y primer presidente de la FIFA.
A pesar de todas sus actividades la organización no recibió ninguna ayuda financiera de las autoridades públicas hasta 1907, a diferencia de la Union des sociétés de gymnastique de France (USGF) que, reconocida por el gobierno como una organización patriótica, fue financiada en esta condición por el Ministerio de la Guerra.

### Dificultades y decline

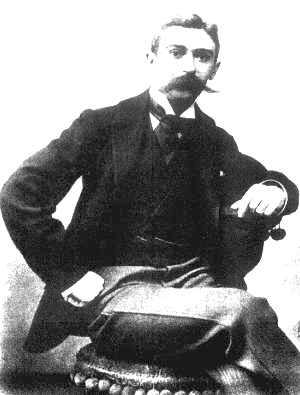
Pierre de Coubertin fue secretario general de la USFSA.

Buscando reconocimiento, autorizó a sus asociaciones a viajar a Roma en 1906 para una gran reunión deportiva por invitación del papa Pío X, que supuso desplazamiento de un gran número de miembros de la todavía joven Fédération gymnastique et sportive des patronages de France (FGSPF) de Paul Michaux, que se vio así muy reforzada; el secretario general de esta federación, Charles Simon, aprovechó la situación para reunir a las federaciones vinculadas al fútbol en el Comité Interfederal Francés (CFI) el 23 de marzo de 1907. Discrepancias con la asociación llevaron a Pierre de Coubertin a retirarse definitivamente de los órganos de gobierno de la USFSA en diciembre de 1906. Frantz Reichel intentó controlar la situación en la medida de lo posible mediante la creación, el 3 de mayo de 1908, de un Comité Nacional de Deportes (CNS), que finalmente acogió y asumió en cierta forma las funciones del Comité Olímpico Francés (COF), creando en el seno de las federaciones el consenso necesario para participar en los Juegos Olímpicos de 1908 y 1912. El 17 de julio de 1912 en Estocolmo, dos días después de los Juegos Olímpicos, la USFSA fue una de las 17 federaciones nacionales que fundaron la Asociación Internacional de Federaciones de Atletismo (IAAF).
La influencia de la USFSA en el fútbol se vio definitivamente comprometida y se hizo autónoma en 1919, tras la Primera Guerra Mundial, pruludiando la disolución de la USFSA que finalmente se produjo bajo la presidencia de Gastón Vidal (1919-1920); la gran federación multideportiva se dividió en varias federaciones deportivas especializadas. La sección de fútbol fue la primera en abandonarla con la creación de la Federación Francesa de Fútbol (FFFA) el 7 de abril de 1919, la Federación de hockey sobre hierba (FFH) la siguió en 1920; el 11 de octubre del mismo año fue el turno de la Federación Francesa de Rugby (FFR), creada oficialmente para reemplazar a la USFSA como el órgano de gobierno del rugby en Francia, con Octave Léry como su primer presidente. La Federación Francesa de Atletismo (FFA) fue creada el 20 de noviembre y la comisión de natación de la Unión se convirtió en 1921 en la Fédération française de natation et de sauvetage, la futura Federación Francesa de Natación (FFN). El baloncesto fue administrado hasta 1932 por una comisión de la FFA.

## Organización

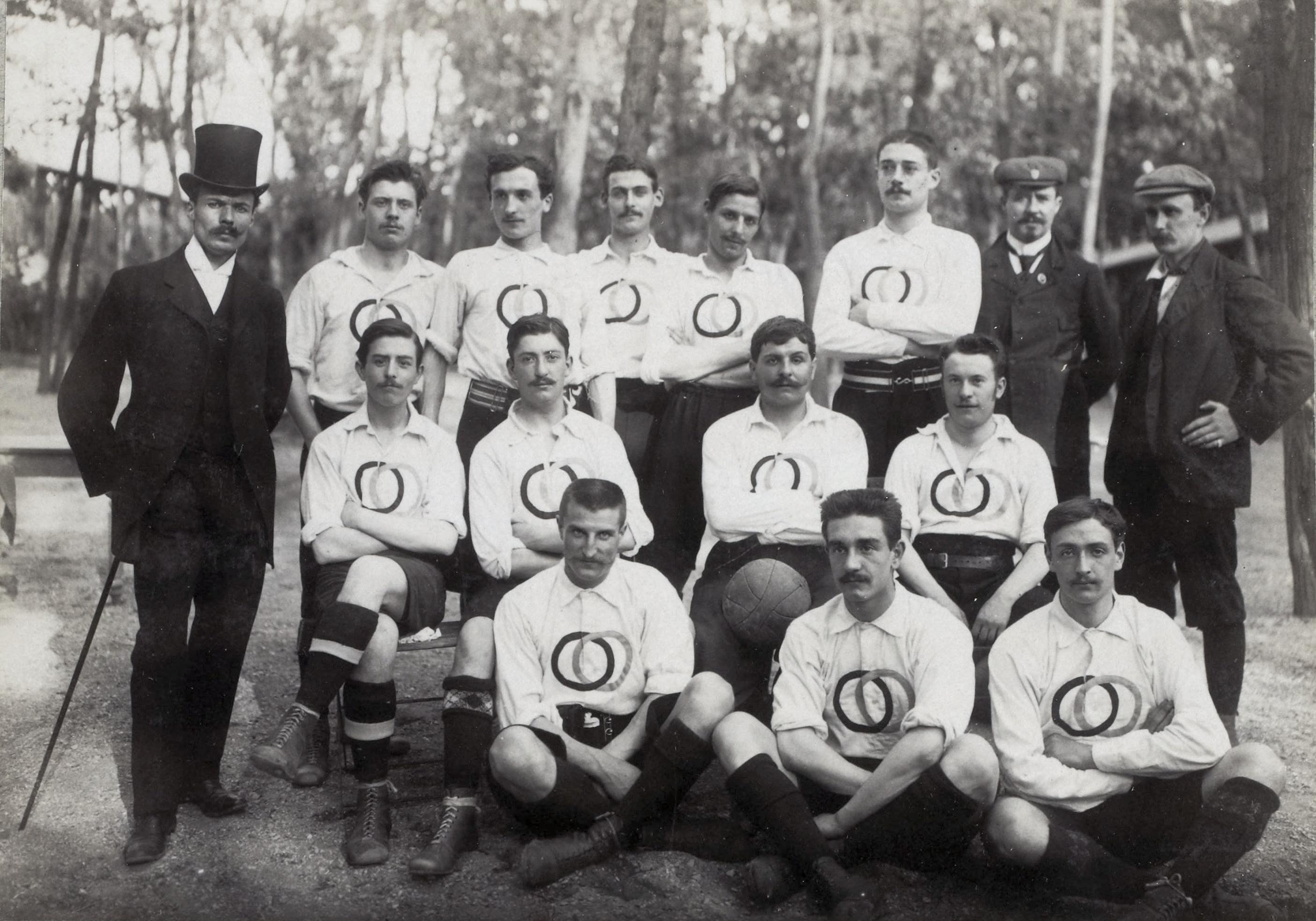
El equipo de fútbol de Francia en los Juegos Olímpicos de 1900 con el emblema de la USFSA en las camisetas.

Todas las selecciones nacionales francesas pertenecientes a la USFSA visten camiseta blanca y lucen dos anillos entrelazados, rojo y azul, tomados de los colores de la bandera francesa. En noviembre de 1992 el historiador estadounidense Robert Barney publicó en un artículo que cuando Coubertin creó los anillos olímpicos se basó en el emblema de dos aros de la USFSA. El gallo se integró gradualmente en el emblema a partir de 1913 con la adhesión de la USFSA al Comité français interfédéral. El lema del USFSA Ludus Pro Patria (Juegos para la Patria) es obra de Jules Marcadet, Presidente del Stade français y cofundador de la Unión. Cada disciplina deportiva estaba organizada por un comité. El 23 de octubre de 1894, el comité organizador de la USFSA decidió crear 19 comités regionales para organizar competiciones en las provincias. Publicaba todos los sábados su revista Les sports athlétiques.

## El dogma del amateurismo
De acuerdo con el mensaje de Thomas Arnold, que hace del amateurismo la condición misma del potencial educativo del deporte, la defensa del deporte amateur está en el centro de la problemática de la USFSA. La censura del «profesionalismo anglosajón» se fundaba es que estaba ligado (e incluso justificaba) a la práctica de las apuestas, que generan enormes sumas de dinero, con lo que las carreras y el boxeo estaban profundamente corrompidos por diversos «manejos» que les despojarían todo interés moral o educativo. A partir de 1881, este argumento se vio reforzado por las leyes Jules Ferry, que establecieron una escuela laica, gratuita y obligatoria, por lo que si el deporte quería ocupar un lugar en ella, era importante que se mantuviera alejado de las cuestiones monetarias. A mediados de la década de 1880, Georges de Saint-Clair y Ernest Demay lanzaron una campaña nacional para «purificar» el atletismo en el que las carreras a pie al igual que las carreras de caballos ya venían siendo premiadas en metálico desde mediados del siglo XIX; su campaña tuvo éxito y consiguieron la prohibición de apostar en competiciones atléticas.
La USFSA defenderá entonces la práctica deportiva con el único fin de glorificar el rendimiento y el bien del cuerpo y rechazará cualquier forma de profesionalismo en el deporte, estableciendo un amateurismo muy restrictivo que define de la siguiente manera en sus estatutos: «Amateur es toda persona que nunca ha participado en una competición remunerada o a cambio del dinero de las entradas a las canchas de juego o con profesionales a cambio de un premio o de una suscripción pública, o que nunca han sido en ningún momento de su vida profesor o instructor de ejercicios físicos asalariado, ni ha ejercido ninguna actividad obrera.» En lugar de abandonar estos principios, en 1907 prefirió ceder su puesto en la FIFA a su competidor más directo, el CFI de Charles Simon, para representar a Francia en el fútbol. Esta decisión se llevó a cabo en solidaridad con la Amateur Football Association inglesa, cuya solicitud de ingreso había sido rechazada por la FIFA. Poco después, en marzo de 1909, la USFSA, la Amateur FA y a la bohemia ČSF fundaron una federación futbolística internacional alternativa, la UIAFA, que funcionó brevemente hasta 1912.

## Presidentes

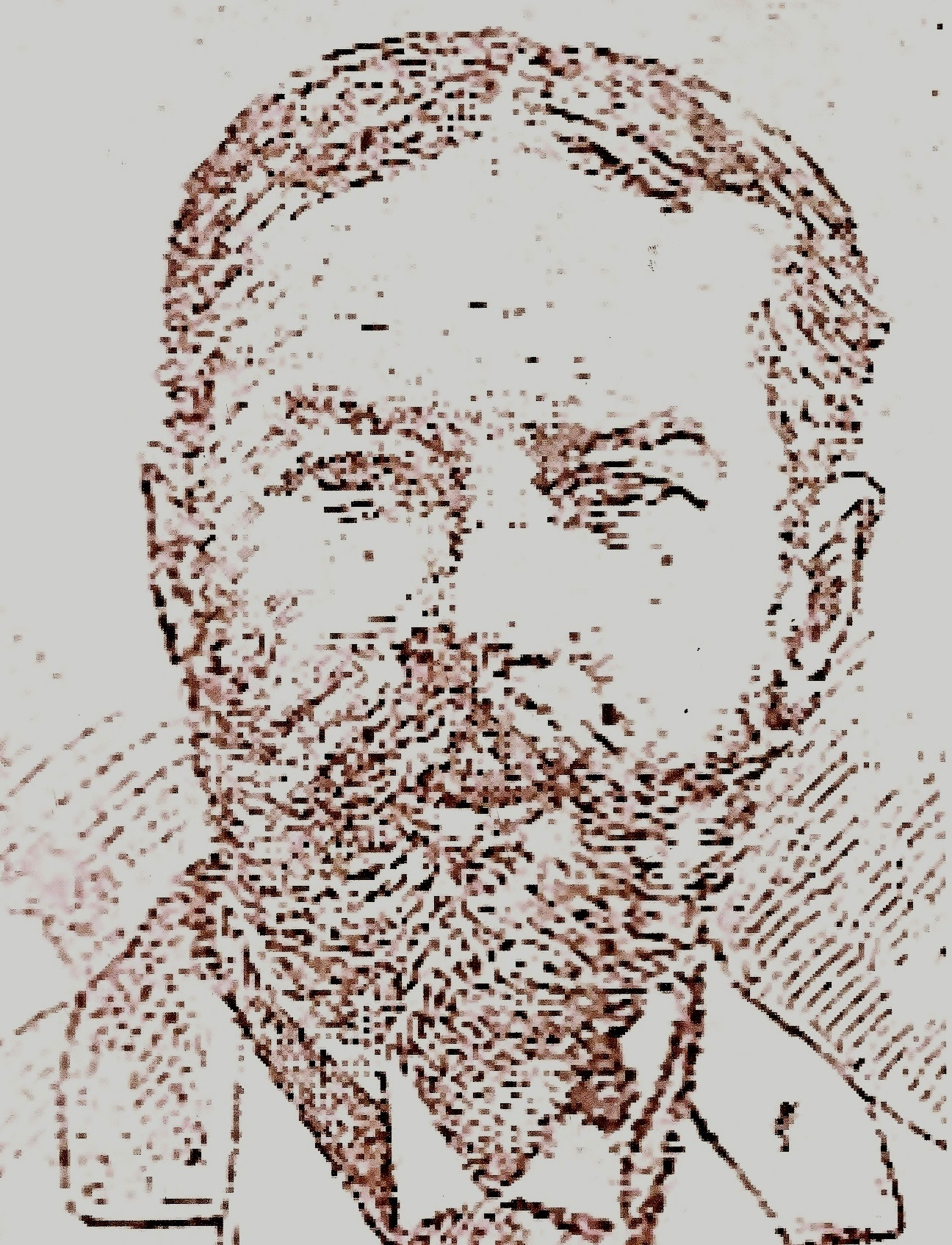
Georges de Saint-Clair, primer presidente de la USFSA.

- Georges de Saint-Clair (1889-1890) ;
- Michel Gondinet (1891-1892 - 1894) ;
- Adolphe de Pallisseaux (1893) ;
- Vicomte Léon de Janzé (1895-1898) ;
- Paul Escudier (1898-1903) ;
- Duvigneau de Lanneau (1904-1911) ;
- Docteur Paire (1912) ;
- Commandante Joseph Lemercier (1913-1916) ;
- Perret (1917) ;
- E. Mamelle (1917-1919) ;
- Gaston Vidal (1919 y años 1920).